# 프리츠 발터 슈타디온
프리츠 발터 슈타디온(Fritz-Walter-Stadion)은 독일 카이저슬라우테른에 있는 축구 경기장으로, 1. FC 카이저슬라우테른의 홈구장으로 사용되고 있으며 2006년 FIFA 월드컵 대회에도 사용되었다. 경기장 명칭은 1954년 FIFA 월드컵에서 서독 대표팀 주장을 맡으면서 독일(당시 서독)의 사상 첫 FIFA 월드컵 우승을 이끈 카이저슬라우테른 출신 축구 선수인 프리츠 발터의 업적을 기념하기 위해 붙여진 이름이다.

## 같이 보기
- 1. FC 카이저슬라우테른
- 2006년 FIFA 월드컵